# Harm Osmers
Harm Osmers (* 28. Januar 1985 in Bremen) ist ein deutscher Fußballschiedsrichter aus Hannover. Seit der Saison 2016/17 leitet er Spiele in der Fußball-Bundesliga.

## Werdegang
Osmers begann zunächst als Fußballspieler bei seinem Heimatverein SV Baden und legte 2001 in der B-Jugend seine Schiedsrichterprüfung ab. 2009 wurde er als erster Unparteiischer des Kreises Verden (Niedersächsischer Fußballverband) zum DFB-Schiedsrichter berufen und stieg 2011 in die 2. Bundesliga auf. Seit jener Saison ist er stets als Schiedsrichterassistent und Vierter Offizieller in der Bundesliga im Einsatz. Am 15. Juli 2015 debütierte er international bei dem Champions-League-Qualifikationsspiel Celtic Glasgow gegen UMF Stjarnan (2:0) als Assistent unter Daniel Siebert. Zur Saison 2016/17 wurde Osmers einer von vier neuen Schiedsrichtern in der Bundesliga. Sein Debüt in der höchsten deutschen Spielklasse war die Partie zwischen dem SC Freiburg und Borussia Mönchengladbach am 10. September 2016.
Am 6. Dezember 2019 gab der DFB bekannt, dass Tobias Welz seinen Platz als FIFA-Schiedsrichter zum Ende des Jahres 2019 freiwillig zur Verfügung stellt. Der DFB nominierte Osmers als seinen Nachfolger. Seinen ersten Einsatz in dieser Funktion hatte er am 11. November 2020, als er das Freundschaftsländerspiel zwischen Griechenland und Zypern (2:1) leitete.
Zu seinem ersten internationalen Turnier wurde Osmers mit seinen Assistenten Eduard Beitinger und Dominik Schaal für die U21-Europameisterschaft 2021 in Slowenien und Ungarn nominiert. Das Gespann leitete zwei Spiele.
Bei der Fußball-Europameisterschaft der Frauen 2022 war er als Video-Assistent im Einsatz.
Seinen ersten Einsatz als Hauptschiedsrichter in der Champions League hatte Osmers am 2. Oktober 2024 mit der Partie Dinamo Zagreb gegen AS Monaco (2:0).

## Privates
Osmers ist hauptberuflich Diplom-Betriebswirt und arbeitet als F&E-Controller in seinem Wohnort Hannover.
Er steht in keiner verwandtschaftlichen Beziehung zum ehemaligen Bundesligaschiedsrichter Hans-Joachim Osmers.